# Julião Nakaura
Julião Nakaura S.J., chamado também de Juliano Nakaura, é um beato e mártir jesuíta japonês do século XVI. Ele morreu depois de sofrer inúmeras torturas em 21 de outubro de 1632, menos de três meses depois de Nicolau Keian Fukunaga. Ele era filho de um samurai cristão que morreu em combate quando ele tinha apenas dois anos. Criado pela mãe, que era uma devota cristã, Julião entrou para o seminário assim que alcançou a idade. Ele ainda era um estudante quando o padre Valignano, da missão japonesa, o escolheu para ser um dos quatro "jovens embaixadores" que ele estava preparando para enviar a Roma e aos demais países europeus. Um dos principais objetivos desta longa viagem, conhecida como "Embaixada Tenshō", era o grupo ser recebido numa audiência pelo papa Gregório XIII.
Os quatro retornaram da Europa em 21 de julho de 1590, depois de oito anos e meio longe do Japão. No mesmo ano, ele entrou para o noviciado jesuíta com Amakusa e, dois anos depois, realizou seus primeiros votos. Seguiu depois para Macau para completar seus estudos em teologia, retornando ao Japão em 1604, ainda noviço, para continuar seu trabalho pastoral — primeiro em Arima, depois em Kyoto e, finalmente, em Hakata. Em 1608, foi ordenado padre.
Ao contrário de Nicolau Fukunaga, Julião não deixou o Japão com os missionários exilados em 1614 e foi um dos 27 jesuítas que ficaram para continuar seu ministério em segredo. Como padre clandestino, Julião visitava e pregava para os cristãos perseguidos em diversas regiões da ilha de Kiushu. Ele viaja à noite, em roupas leigas, e se hospedava na casa de cristãos em vilas rurais remotas. A perseguição se intensificou e muitos dos missionários europeus que ficaram no Japão acabaram presos e executados. Provavelmente por ser japonês, Julião conseguiu escapar da prisão por bastante tempo e, assim, pôde continuar seu trabalho missionário. Mas anos de tensão e clandestinidade o deixaram tão exausto que, por vezes, ele não conseguia mais andar e tinha que ser carregado numa liteira. Em 1632, Julião finalmente foi capturado e preso em Nagasaki. Depois de nove meses na cadeia, em 18 de outubro, foi levado à câmara de torturas da prisão. Segundo o relato de alguns japoneses lusófonos presentes no local, Julião, pendurado na câmara, teria gritado: "Eu sou Julião Nakaura, que foi para Roma". 
Julião morreu em 21 de outubro, seu quarto dia de torturas. Suas derradeiras palavras foram "Eu aceito este grande sofrimento pelo amor a Deus".